# Филип Кар-Гом
Филип Кар-Гом (на английски: Philip Carr-Gomm) (р. 31 януари 1955 г., в Лондон, Великобритания) е английски психолог и писател, водач на Ордена на бардовете, оватите и друидите – най-голямата организация на друидизма в света.

## Биография
От малък се интересува от древните традиции на друидите и постъпва в Ордена на бардовете, оватите и друидите на 18-годишна възраст.
След смъртта на основателя на ордена Рос Никълс (1975) става последовател на френския духовен учител от български произход Омраам Микаел Айванов за 7 години, като превежда негови книги на английски език.
Вдъхновен от него, решава да посети България и да се запознае по-отблизо с учението на Петър Дънов, като в продължение на 14 години редовно посещава България и контактува с членовете на Бялото братство, последователи на Петър Дънов. Изучава паневритмия и издава книга за нея през 1980 г.
От 1988 г. оглавява Ордена на бардовете, оватите и друидите, издава много книги, изнася лекции и организира семинари и курсове за друидизма.

## Съчинения
- „Друидски мистерии“ (2002)